# Xeloma werneri
Xeloma werneri är en skalbaggsart som beskrevs av Beinhundner 1999. Xeloma werneri ingår i släktet Xeloma och familjen Cetoniidae. Inga underarter finns listade i Catalogue of Life.